# Is-en-Bassigny
Is-en-Bassigny ist eine französische Gemeinde mit 538 Einwohnern (Stand 1. Januar 2022) im Département Haute-Marne in der Region Grand Est; sie gehört zum Arrondissement Chaumont.

## Geografie
Is-en-Bassigny liegt rund 24 Kilometer ostsüdöstlich der Stadt Chaumont im Osten des Départements Haute-Marne.

## Geschichte
Im 9. Jahrhundert wurde die Dorfkirche durch einfallende Normannen verwüstet. Die Mechanisierung der Landwirtschaft führte zu einer starken Abwanderung im späten 19. Jahrhundert und im 20. Jahrhundert. Is-en-Bassigny war historisch Teil der Bailliage de Chaumont innerhalb der königlichen Provinz Champagne. Der Ort gehörte von 1793 bis 1801 zum District Bourmont. Zudem von 1793 bis 1801 zum Kanton Meuvy und seit 1801 zum Kanton Nogent.

## Bevölkerungsentwicklung
| Jahr                       | 1962 | 1968 | 1975 | 1982 | 1990 | 1999 | 2006 | 2012 | 2019 |
| Einwohner                  | 554  | 567  | 586  | 585  | 592  | 601  | 573  | 578  | 545  |
| Quellen: Cassini und INSEE |      |      |      |      |      |      |      |      |      |

## Sehenswürdigkeiten
- Kirche Saint-Rémy aus dem Jahr 1741 (Chor 12. Jahrhundert)[1]
- Garten Jardin de Champ Maz[2]